# Pierre Lataillade
Pierre Lataillade (27 de Abril de 1933 - 7 de Novembro de 2020) foi um político francês. Serviu como deputado ao Parlamento Europeu entre 1986 e 1994 e depois entre 1997 e 1999.

## Biografia
Lataillade serviu como membro do Parlamento Europeu e deputado do 7º círculo eleitoral de Gironde.